# Manamane, Sorab
Manamane là một làng thuộc tehsil Sorab, huyện Shimoga, bang Karnataka, Ấn Độ.